# Лепршаносе ајкуле
Лепршаносе ајкуле је једина врста акула гонича из рода Scylliogaleus. Настањују воде суптропске Јужноафричке Републике, у западном делу индијског океана у ширини од 27 и 33 °C.